# 四国同盟 (1815年)
四国同盟（しこくどうめい、英語: Quadruple Alliance）は、1815年11月20日、パリで列強のグレートブリテン及びアイルランド連合王国、オーストリア帝国、プロイセン王国、ロシア帝国の間で締結された条約。

## 概要
条約は諸国が会議で協調することを定め、ヨーロッパにおける国際関係を強化した。
同盟は1813年にフランス第一帝政への対抗として初めて結成された。四国は相互援助を約束して、この同盟は1818年まで機能した。
1818年に、フランス復古王政の加入を承認し、五国同盟に発展したが、1822年にはスペイン立憲革命により崩壊した。